# Pik Sibbe
Pik Sibbe (Kölsch für „Pik Sieben“) ist das neunte Studioalbum der Kölner Rockband BAP. Es erschien 1993 bei EMI Electrola und erreichte Platz 2 der deutschen Albumcharts.
Nach sieben Nummer-eins-Alben in Folge war Pik Sibbe das erste Studioalbum der Band, seit Affjetaut (1980), das nicht Platz 1 der deutschen Albumcharts erreichte.
2 Jahre und 10 Monate waren seit der Veröffentlichung des letzten Studioalbums X für 'e U vergangen, die längste Pause in der bisherigen Bandgeschichte.
Man ging für die Aufnahmen in Peter Maffays Red Rooster Studio in Tutzing bei München. Wie bereits bei den beiden Vorgängern wurden zusätzliche Aufnahmen und die Abmischung des Albums im I.C.P. Studio in Brüssel durchgeführt. Auch diesmal wurde die Produktion nicht komplett in Eigenregie, sondern mit Hilfe des Toningenieurs Phil Delire umgesetzt.
Pik Sibbe war das letzte Album von BAP das auf Vinyl veröffentlicht wurde. Erst mit dem Album Aff un zo (2001) wurden wieder Vinylversionen veröffentlicht. Insgesamt wurden nur noch 3.000 Exemplare auf Vinyl gepresst, was dieses Album in diesem Format zur Rarität macht.

## Titelliste
1. Widderlich – (K. Heuser, W. Niedecken) – 4:37
2. Jipsmann – (K. Heuser, W. Niedecken) – 3:49
3. Wie die Sichel vum Mohnd – (K. Heuser, W. Niedecken) – 5:30
4. Paar Daach fröher – (K. Heuser, W. Niedecken) – 4:16
5. Nöher zo mir – (K. Heuser, W. Niedecken) – 6:45
6. Om naasse Asphalt – (K. Heuser, W. Niedecken) – 4:27
7. Blonde Mohikaner – (K. Heuser, A. Büchel, W. Niedecken) – 3:23
8. Hoffnungslos hin – (K. Heuser, W. Niedecken) – 4:40
9. Wofür? – (W. Niedecken, A. Büchel) – 3:06
10. Naachtijall – (W. Niedecken, A. Büchel) – 2:47
11. Met Wolke schwaade – (K. Heuser, W. Niedecken) – 4:22
12. Queen vun dä Ihrestrooss – (V. Nikitakis, W. Niedecken) – 3:32

## CD-Rom Version
1994 erschien zusätzlich eine CD-Rom Version mit Videos zu den Songs Naachtijall, Paar Daach Fröher, Widderlich, Wofür und Wie die Sichel vum Mohnd.
Ebenfalls enthalten war ein BAP-Quiz, ein BAP-Kartenspiel "17+4", Fotos und ein schriftliches Interview mit Wolfgang Niedecken zu den einzelnen Titeln und anderem.
1. Computerdaten – 16:09
2. Endlich ens Ruh – (K. Heuser, W. Niedecken) – 4:38
3. Jelenowski – (K. Heuser, W. Niedecken) – 4:05
4. Om naasse Asphalt – (K. Heuser, W. Niedecken) – 4:27
5. Nöher zo mir – (K. Heuser, W. Niedecken) – 6:45
6. Jipsmann – (K. Heuser, W. Niedecken) – 3:49
7. Hoffnungslos hin – (K. Heuser, W. Niedecken) – 4:25

## Neuveröffentlichung 2006
Das Album erschien am 15. Dezember 2006 erneut bei EMI als „Digital Remastered CD“ mit einer zweiten CD, die folgendes Bonusmaterial enthielt:
1. Widderlich (Live "Rockpalast", Koblenz 1996) – (K. Heuser, W. Niedecken)
2. Paar Daach fröher (Live "Rockpalast", Koblenz 1996) – (K. Heuser, W. Niedecken)
3. Jelenowski (CD: "4 Balladen") – (K. Heuser, W. Niedecken) – 4:05
4. Endlich ens Ruh (CD: "4 Balladen") – (K. Heuser, W. Niedecken) – 4:38
5. Wie die Sichel vum Mohnd (Akustik-Version/CD: "4 Balladen") – (K. Heuser, W. Niedecken)
6. Arsch huh, Zäng ussenander (Ur-Demo, Oktober 1992)
7. Naachtijall (Demo 5. Januar 1993 mit N. Nikitakis, A.Büchel, W.Niedecken) – (W. Niedecken, A. Büchel)
8. Queen vun dä Ihrestrooss (Demo 22. Januar 1993 mit N. Nikitakis, A.Büchel, W.Niedecken) – (V. Nikitakis, W. Niedecken)
9. Blonde Mohikaner (Demo 8. März 1993 mit N. Nikitakis, A.Büchel, W.Niedecken) – (K. Heuser, A. Büchel, W. Niedecken)
10. Om naasse Asphalt (Live/Maxi: "Wie 'ne blaue Ballon") – (K. Heuser, W. Niedecken)
11. Wofür? (Stromgitarren-Version/Maxi: "...Sichel vum Mohnd") – (W. Niedecken, A. Büchel)

## Single-Auskopplungen
1. Widderlich / Blonde Mohikaner
2. Wie die Sichel vum Mohnd
3. Paar Daach fröher

Widderlich war die letzte BAP-Single, die auf Vinyl veröffentlicht wurde.

## Pik Sibbe Tour 1994
Am 26. Januar 1994 startete die Tournee zum im August 1993 erschienenen Album Pik Sibbe. Nach wie vor war die Nachfrage in der BAP-Hochburg Köln groß, in einigen anderen Städten blieben die Zuschauerzahlen etwas hinter den Erwartungen zurück.